# Vetenskap & Allmänhet

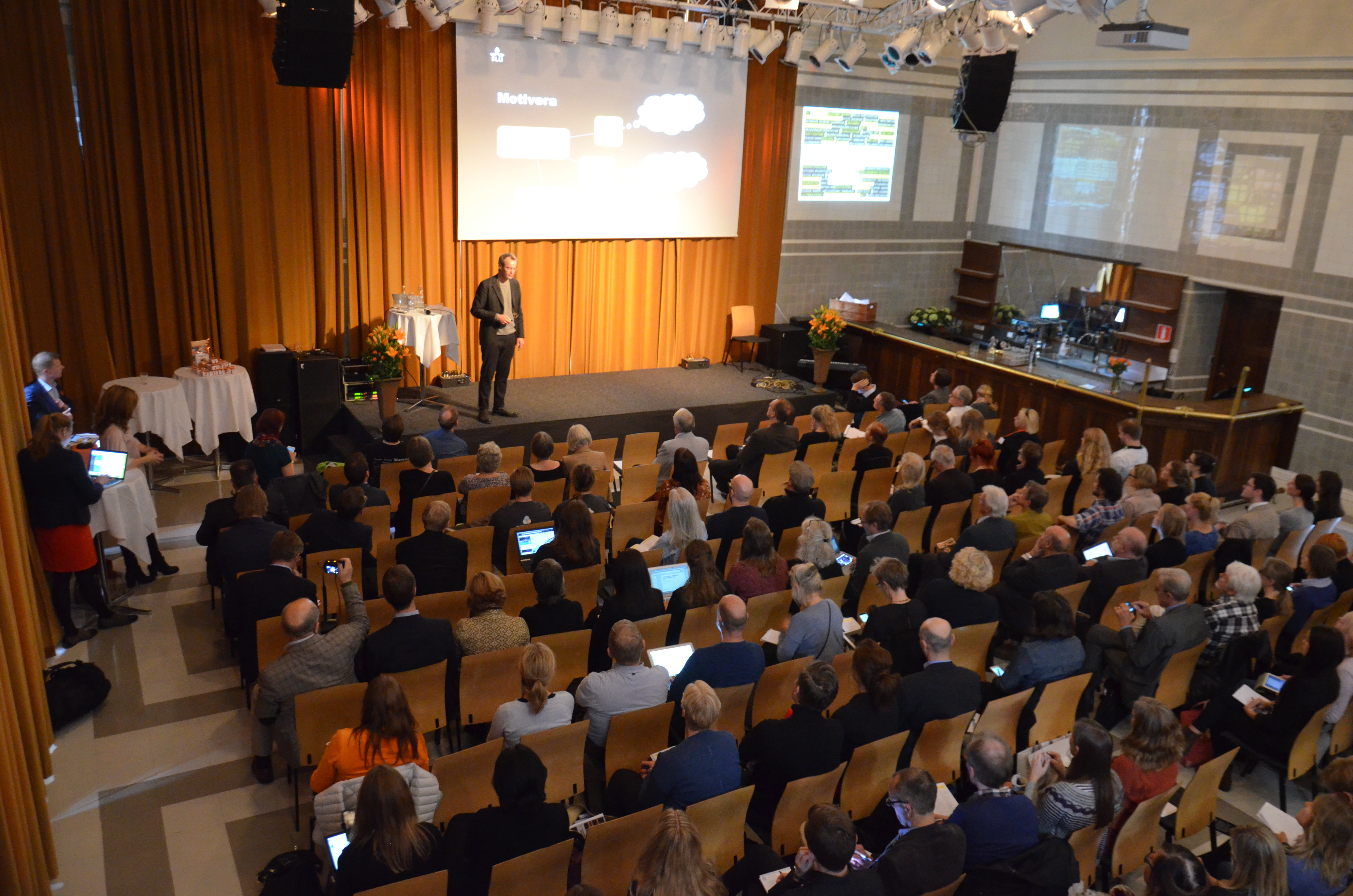
Konferensen Från samverkan till medverkan, om "Citizen Science" i Bryggarsalen i Stockholm oktober 2015. Anförande av Kjell Bolmgren, Sveriges Lantbruksuniversitet.

Vetenskap & Allmänhet (VA) är en svensk ideell förening som syftar till att främja dialog, samverkan och öppenhet mellan forskare och allmänheten.
Föreningen grundades i januari 2002 och huvuduppgifterna är kunskapsutveckling om: allmänhetens syn på forskning (som den årliga VA-barometern), opinionsbildande samhällsgruppers syn på och nyttjande av forskning, forskares samspel med omvärlden (som omvärldsdialog och Engagemang (ODE)) och metoder för dialog om forskning. Dessutom samtal om forskning i nya former, på okonventionella arenor och med teman som berör (till exempel Science Café och ForskarFredag) samt kommunikation av kunskaper och erfarenheter, genom forum på nätet, bloggar, i nyhetsbrev och genom seminarier
Vetenskap & Allmänhet har ett 90-tal medlemsorganisationer samt individuella medlemmar. Verksamheten finansieras av medlemsavgifter, externa projektbidrag och ett bidrag från utbildningsdepartementet.

## Nyckelpigeförsöket 2018
2018 genomförde föreningen Nyckelpigeförsöket, ett svenskt forskningsprojekt med syfte att utveckla kunskap om hur man på ett bra sätt skapar automatisk artidentifiering av insekter. Kunskapen kan i framtiden användas för att utveckla en bildigenkänningsapp som med ett enda fotografi ska kunna identifiera de svenska arterna av insekter. Projektet engagerade ca 15 000 skolbarn, lärare, förskolebarn, samt ett tusental privatpersoner över hela Sverige. Dessa personer samlade under sommaren 2018 in över 5000 bilder som användes i forskningsprojektet. Målet var att förse att förse programmets databas med en tillräcklig variation på bildunderlaget genom att fotografera nyckelpigor som sedan lagras och används i projektet.

## Organisation[8]

### Generalsekreterare
- 2002–2011 Camilla Modéer
- 2011–2023 Cissi Billgren Askwall
- 2023– Ulrika Björkstén

### Ordförande
- 2002 Majléne Westerlund Panke
- 2003–2004 Lena Hjelm-Wallén
- 2005–2006 Majléne Westerlund Panke
- 2007–2010 Dan Brändström
- 2011–2015 Agneta Bladh
- 2016–2017 Åke Svensson
- 2017–2019 Kerstin Norén
- 2019– Ann Fust